# Аквавена (Салерно)
Аквавена (итал. Acquavena) је насеље у Италији у округу Салерно, региону Кампанија.
Према процени из 2011. у насељу је живело 699 становника. Насеље се налази на надморској висини од 400 м.